# Dvůr Králové nad Labem
Dvůr Králové nad Labem (německy Königinhof an der Elbe) je město v okrese Trutnov v Královéhradeckém kraji položené na horním toku řeky Labe. Malebné podkrkonošské město leží v Královédvorské kotlině na východě Jičínské pahorkatiny a na jižním svahu Podkrkonošského podhůří. Žije zde přibližně 15 tisíc obyvatel a je centrem regionu Královédvorsko. Nadmořská výška se od hladiny Labe (270 m n. m.) zvedá až do výšky 485 metrů k severním okraji katastru, který sousedí s obcí Vítězná.
Ve městě se nalézá známá zoologická zahrada s africkým safari, která láká ročně přes tři čtvrtě milionu návštěvníků.
Historické jádro města je městskou památkovou zónou.

## Geografie
Dvůr Králové nad Labem leží v Královédvorské kotlině, která je sevřena z jihu příkrým Libotovským hřbetem a ze západu a severu Podkrkonošským Zvičinsko-kocléřovským hřbetem. Sousední obce jsou Vítězná(-Huntířov, Komárov), dále Kocbeře, Kohoutov, Choustníkovo Hradiště, Žireč, Kuks, Libotov, Doubravice, Nové Lesy a Verdek. Severozápadně od města, 4 km proti proudu horního toku Labe sbírá vodu podkrkonošská vodní nádrž Les Království. Z důvodu velkého výškového rozpětí mezi nejnižší a nejvyšší nadmořskou výškou města dochází k rozdílným hydrometeorologickým podmínkám (v zimě se déšť postupně s vyšší nadmořskou výškou mění na sníh, na jaře a v létě – ve více dešťových srážek.) Můžeme zde pozorovat i inverzní oblačnost na území města. Dvůr králové se řadí do klimatických oblastí MT9 která zasahuje především do středu města, a MT7, která je především v severní části Dvora Králové. Pro klimatickou oblast MT9 je charakteristické dlouhé léto které je teplé, suché až mírně suché. Přechodné období je krátké s mírným až mírně teplým jarem a mírně teplým podzimem. Zima je v této oblasti krátká, mírná a suchá a má krátké trvání sněhové pokrývky. Průměrná teplota vzduchu je v lednu −3 až −4 °C a v červenci 17–18 °C. Dnů se sněhovou pokrývkou je přibližně 60–80. Pro klimatickou oblast MT7 je charakteristické normálně dlouhé léto, které je mírné až mírně suché. Přechodné období je krátké a je charakterizováno jako mírným jarem a mírně teplým podzimem, zima je dlouhá normálně, je mírně teplá, suchá až mírně suchá s krátkým trváním sněhové pokrývky. Průměrná teplota vzduchu je −2 až −3 °C a v červenci 16–17 °C. Co se týče srážkového úhrnu tak ten je ve vegetačním období 400–450 mm, a v zimním období 250–300 mm. Počet dnů se sněhovou pokrývkou je 60–80.

## Historie
Původně se zval Dvůr (Curia), Dvůr-Chvojno. První zmínka o Dvoru pochází z vypravování franckých kupců, kteří prý byli v krajině královédvorské oloupeni a někteří i pobiti. Česká knížata Dvůr-Chvojno držela odedávna, ale až o knížeti Soběslavu I. je známo, že Dvůr navštívil v roce 1139.
První písemná zmínka o obci pochází z roku 1270. V latinsky psaném listu ze dne 27. července, vydaném v Miletíně ohledně sporu mezi faráři Hořic a Miletína o farní právo, je mezi svědky uveden královédvorský plebán „Gottfridus de Curia“ (Bohumír ze Dvora). Tímto listem se ocitáme v období vlády Přemysla Otakara II. a dle práce předního znalce doby přemyslovských králů Josefa Žemličky je Dvůr Králové nad Labem spojen s fundacemi zakládanými tímto velkým králem. Městotvorný proces na území Čech a Moravy začal již za Přemysla Otakara I. a nezastavil se ani za Václava I. Přesto ještě k polovině 13. století počet měst sotva přesáhl pětadvacítku. Až Přemysl Otakar II. vtiskl urbanizačnímu tempu potřebnou dynamiku. Síť královských měst se tak zahustila a prakticky dovršila, takže jeho nástupcům zbyly pouhé jednotlivosti. Jedná se o více než 40 měst založených nebo povýšených na město Přemyslem Otakarem II., či o začlenění již vzniklých sídel do jeho budovaných fundací. Josef Žemlička vyjmenovává ve své práci Přemysl Otakar II. král na rozhraní věků ta podstatná města, vázající se k městotvorné a fundační činnosti Přemysla Otakara II. a v té řadě je též uveden Dvůr Králové nad Labem. Přemysl Otakar II. dal město opevnit hradbami se čtyřmi branami.
Podle Ottova slovníku naučného povýšil Dvůr Králové na městys syn Přemysla Otakara II. král Václav II. V kterém roce se tak stalo, není známo.
Po záboru německojazyčných oblastí v roce 1938 se město ocitlo na samé hranici s nacistickým Německem a ze tří stran jej obklopovala Říšská župa Sudety, přičemž některé dnešní místní části (Zboží, Žireč a Žirecká Podstráň) náležely k Říši.

### Významné události do třicetileté války
- 1308 – Podle legendy získala Dvůr Králové druhá žena Václava II., vdova Eliška Rejčka. Město měla věnem darovat své dceři Anežce Přemyslovně bez souhlasu krále Jana Lucemburského, který za trest město Elišce odňal. Ve skutečnosti královně Elišce Rejčce město Dvůr Králové nikdy nepatřilo. Aby král získal i ostatní města v držení Elišky (Hradec Králové, Chrudim, Jaroměř, Poličku a Vysoké Mýto) vyplatil jí za ně 10 tisíc hřiven stříbra (cca 2,5 tuny).
- 1340 – Jan Lucemburský potvrdil královským měšťanům Dvora Králové práva, která platila pro všechny rytíře a many v okolí města.
- 1345 – Po zhoubném požáru, osvobozuje Jan Lucemburský město od daní.
- 1357 – Město navštívil císař a král Karel IV. společně s arcibiskupem pražským Arnoštem z Pardubic.
- 1398 – Václav IV. potvrdil Dvoru Králové všechny výsady a svobody udělené Janem Lucemburským a navíc město získává právo várečné. Městu byl udělen králem také znak.
- Do roku 1399 – Dvůr Králové náležel královské komoře.
- 26. února 1399 se stává Dvůr Králové věnným městem českých královen. Ten den ho král Václav IV. daroval své druhé manželce Žofii Bavorské, která si ho zamilovala a město držela až do husitských válek, kdy se město přidalo na stranu husitů.
- 1400 – královna Žofie dala ve Dvoře Králové postavit nový kostel sv. Jana Křtitele.
- 1421 – Město se přidalo na stranu husitů Pražanů a Táboritů. Podle legendy Jan Žižka město Dvůr Králové v roce 1423 dobyl. Město při tom z větší části shořelo. Místo, kde měl mít Žižka tábor se nazývalo Žižkova hora (hůra), později Žižkov. Ve skutečnosti krutý vojevůdce husitských vojsk Jan Žižka ve Dvoře Králové nikdy nebyl. Místo Žižkova hůra má svůj název od roku 1417, kdy patřila Mikuláši Nyklovi zvaného Žižka, podle toho, že byl jednooký.
- 1434 – V bitvě u Lipan bojovali královédvorští občané na straně Tábora, ale v r. 1436 uznali za krále Zikmunda Lucemburského a to za příslib, že císař obnoví řád věnného města, což se v r. 1437 stalo.
- 1437 – Po smrti Zikmunda se město dostává do držení královny a císařovny vdovy Barbory Celjské, a to až do její smrti v r. 1451.
- 1450 – Město je přepadeno slezskými křižáky, kteří jej zapálili. Královédvorskými byli ale přemoženi, pochytáni a naházeni do ohně, který způsobili.
- 1458 – Dvůr Králové se, jako věnné město, dostává do držení české královny Johany z Rožmitálu, druhé ženy krále Jiřího z Poděbrad a byl v držení královny až do její smrti 12. listopadu 1475. Král Jiří městu nově potvrdil svobody a výsady, které město získalo od jeho předchůdců. Město tak zažívá 17 let prosperity a míru.
- 1471 – Také král Vladislav Jagellonský udělil městu nová práva a stará potvrdil.
- 1547 – Město bylo potrestáno za účast na povstání nespokojených českých stavů proti císaři Ferdinandovi I., který mu odebral všechny svobody, výsady, práva a statky, které zčásti vrátil, když Královédvorští zaplatili uloženou pokutu a zavázali se k placení daní z piva a sladu. Ferdinand I. městu také ustanovil královského rychtáře.
- 1564 – Dvůr Králové získává choť císaře Maxmiliána II., Marie Španělská. Císař vrací městu všechna odňatá práva a potvrzuje dřívější privilegia a svobody.
- 1567 – V královských městech byl prováděn soupis domů. Ve Dvoře Králové jich tehdy bylo 150.
- 1572 – Celé město, kromě kostela a čtyř domů, lehlo popelem a trvalo skoro půl století, než se z této pohromy vzpamatovalo.
- 1614 – Dvůr Králové přešel do držení Anny Tyrolské, manželky císaře Matyáše II.
- 1619 – Královédvorští podporují povstání českých stavů penězi. Podle legendy spolu s Královéhradeckými vyslali městskou hotovost (vojsko) na pomoc Praze v roce 1620. Ve skutečnosti se městské vojsko zúčastnilo bitvy u Prahy až v roce 1757. Po porážce povstání na Bílé hoře město čelilo represím ze strany Ferdinanda II. a muselo přijmout katolickou víru.

V době třicetileté války utrpělo město velké škody a to zejména roku 1646, kdy u města v tzv. bitvě u Dvora Králové porazil švédský generál Arvid Wittenberg císařské vojsko vedené generálem Raimundem Montecucculim.

### Věnné město

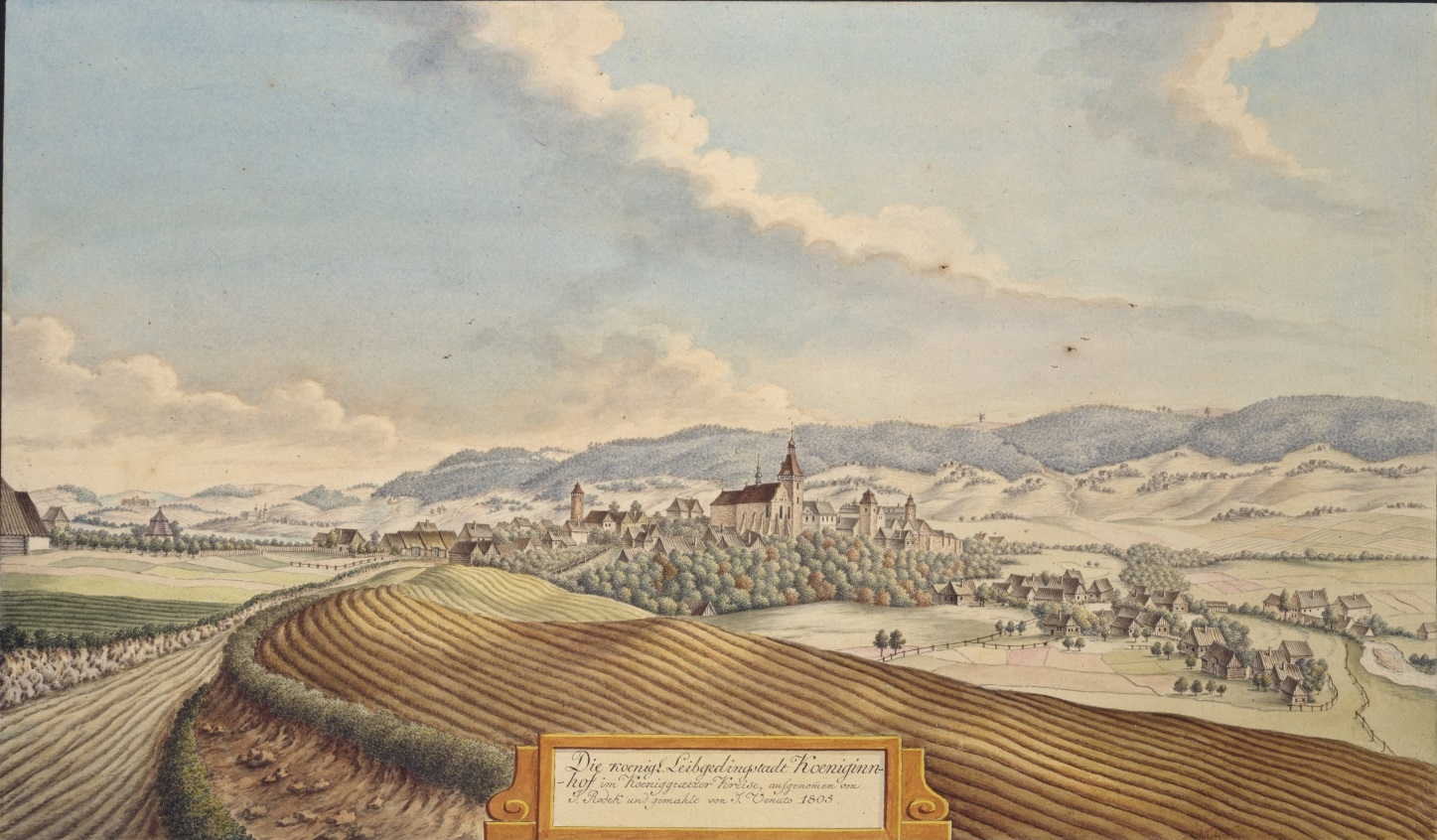
Dvůr Králové nad Labem, kresba Johanna Venuta z roku 1805

Město, jako věnné, získávaly postupně do vlastnictví níže uvedené královny. Žádná z nich, s výjimkou Marie Terezie, do Dvora Králové nepřijela.
- 1622 – Eleonora Toskánská, druhá manželka Ferdinanda II.
- 1655 – Eleonora Magdalena Mantovská, třetí manželka Ferdinanda III.
- 1686 – Eleonora Magdaléna Falcká, třetí manželka Leopolda I.
- 1720 – Alžběta Kristýna Brunšvická, manželka Karla VI. V této době utrpělo město značné škody od pruského vojska. Ve městě leželo posádkou střídavě vojsko pruské i rakouské a to v letech 1741, 1744 a 1745 (bitva u nedalekého /Horního/ Žďáru).
- 1750 – Marie Terezie. Ta potvrdila Dvoru Králové všechny jeho výsady. Poslední česká královna, která navštívila své věnné město Dvůr Králové. V roce 1752 dala na místě dřevěného kostela postavit kamenný kostel Povýšení Svatého Kříže (kostelíček). Sedmiletá válce v letech 1756–1763 zuřila v okolí města.
- 1757 – Bojů proti pruskému obléhání Prahy se zúčastnila městská hotovost ze Dvora Králové.
- 1757–1778 – Válka o bavorské dědictví mezi pruským králem Fridrichem II. a Marií Terezií. Na děkanství bydlel císař Josef II.
- 1790 – Marie Ludovika Španělská, manželka Leopolda II.
- 1793 – Marie Terezie Neapolská, druhá manželka Františka I.
- 1808 – Marie Luisa Modenská, třetí žena Františka I.

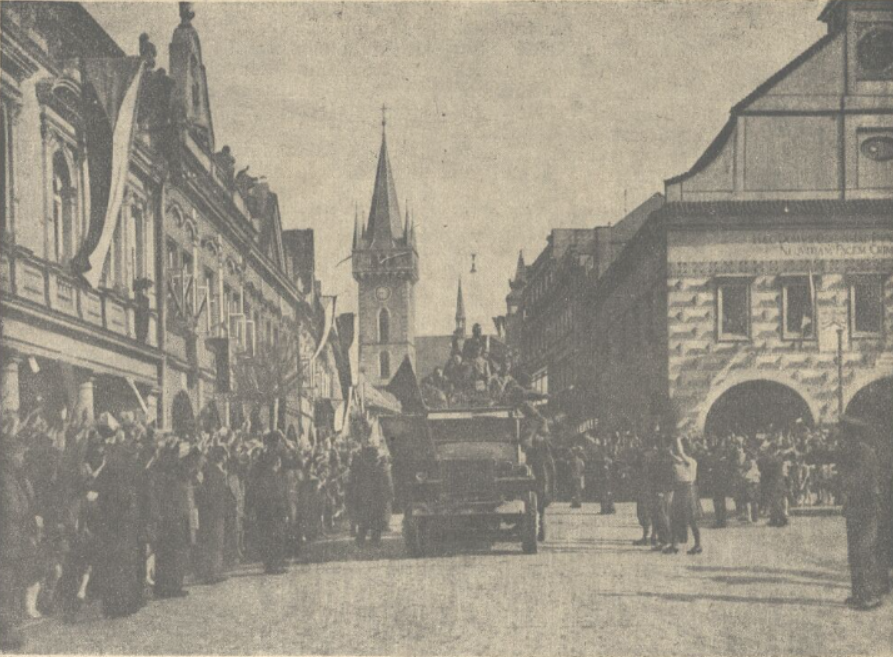
Osvobození Dvora Králové nad Labem Rudou armádou v roce 1945

### Významné události od 19. století
- 1817, 16. září – Ve věži kostela sv. Jana Křtitele nalezl kaplan Pankrác Ignác Borč a Václav Hanka známý Rukopis královédvorský se staročeskými písněmi, o jejichž pravosti se vedou dlouhodobé spory.
- 1832 a 1852 – Ve městě zuřila cholera.
- 1859 – Přes město vede Jihoseveroněmecká spojovací dráha, která měla velký vliv na rozvoj zdejšího průmyslu a obchodu.
- 1866 – V prusko-rakouské válce se 7. června poblíž města srazily obě armády s takovou silou, že ulice města byly přeplněny mrtvolami a raněnými. František Josef I. zde raněné osobně navštívil.
- 1886 – V listopadu byl městský znak prohlášen Zemským archivem Království českého za autentický.[5]
- 1926 – Město navštívil v sobotu 10. července president Tomáš Garrigue Masaryk. Prezident byl na Masarykově náměstí přivítán starostou Václavem Měšťákem a legionářem Janem Vávrou.
- V roce 1995 městu oficiálně udělil prapor předseda Poslanecké sněmovny Milan Uhde.
- Rozhodnutím ze dne 11. dubna 2008 předseda Poslanecké sněmovny Miloslav Vlček městu oficiálně udělil znak. Na něm byl zdobný český lev a renesanční štít. Lev na znaku a štít byl upraven 11.7.2019.

## Části města
- Dvůr Králové nad Labem (katastrální území Dvůr Králové nad Labem a Sylvárov)
- Lipnice (330–451 m n. m.)
- Verdek (310–485 m n. m.)
- Zboží (320–370 m n. m.)
- Žireč (k. ú. Žireč Městys a Žireč Ves 270–410 m n. m.)
- Žirecká Podstráň (350–360 m n. m.)

6 částí obcí má 154 ulic a 3 798 adres

## Obyvatelstvo
Podle sčítání 1921 zde žilo v 1 184 domech 13 290 obyvatel, z nichž bylo 7 148 žen. 12 009 obyvatel se hlásilo k československé národnosti, 1 124 k německé a 41 k židovské. Žilo zde 4 658 římských katolíků, 952 evangelíků, 4 128 příslušníků Církve československé husitské a 217 židů. Podle sčítání 1930 zde žilo v 1 717 domech 16 585 obyvatel. 14 703 obyvatel se hlásilo k československé národnosti a 1 601 k německé. Žilo zde 5 955 římských katolíků, 1 322 evangelíků, 5 385 příslušníků Církve československé husitské a 182 židů.
| Rok            | 1869  | 1880  | 1890   | 1900   | 1910   | 1921   | 1930   | 1950   | 1961   | 1970   | 1980   | 1991   | 2001   | 2011   |
| -------------- | ----- | ----- | ------ | ------ | ------ | ------ | ------ | ------ | ------ | ------ | ------ | ------ | ------ | ------ |
| Počet obyvatel | 8 365 | 8 902 | 10 898 | 13 201 | 17 766 | 15 615 | 18 839 | 16 083 | 16 904 | 16 828 | 17 911 | 16 976 | 16 381 | 15 754 |
| Počet domů     | 1 049 | 1 104 | 1 133  | 1 239  | 1 544  | 1 598  | 2 118  | 2 449  | 2 403  | 2 490  | 2 635  | 2 970  | 3 073  | 3 205  |

| Rok            | 1869  | 1880  | 1890  | 1900   | 1910   | 1921   | 1930   | 1950   | 1961   | 1970   | 1980   | 1991   | 2001   |
| -------------- | ----- | ----- | ----- | ------ | ------ | ------ | ------ | ------ | ------ | ------ | ------ | ------ | ------ |
| Počet obyvatel | 6 405 | 6 981 | 8 813 | 11 090 | 15 393 | 13 635 | 16 585 | 14 190 | 14 745 | 15 058 | 16 271 | 15 401 | 14 938 |
| Počet domů     | 704   | 759   | 782   | 889    | 1 171  | 1 234  | 1 717  | 1 996  | 2 004  | 2 087  | 2 257  | 2 528  | 2 608  |

Věková struktura obyvatel obce Dvůr Králové nad Labem roku 2011
Rodinný stav obyvatel obce Dvůr Králové nad Labem roku 2011
Vzdělání obyvatel obce Dvůr Králové nad Labem roku 2011

## Pamětihodnosti

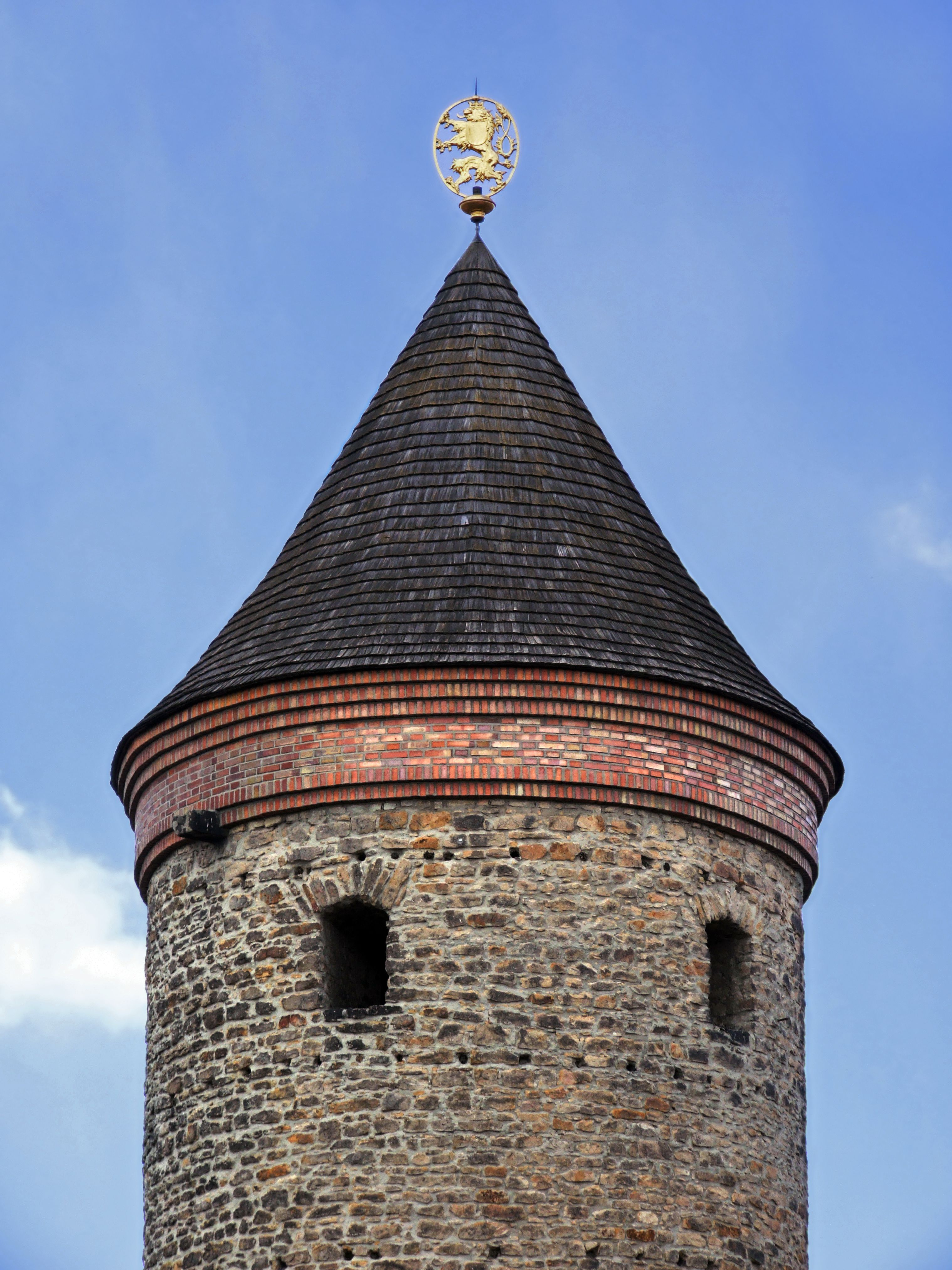
Šindelářská věž byla součástí městského opevnění

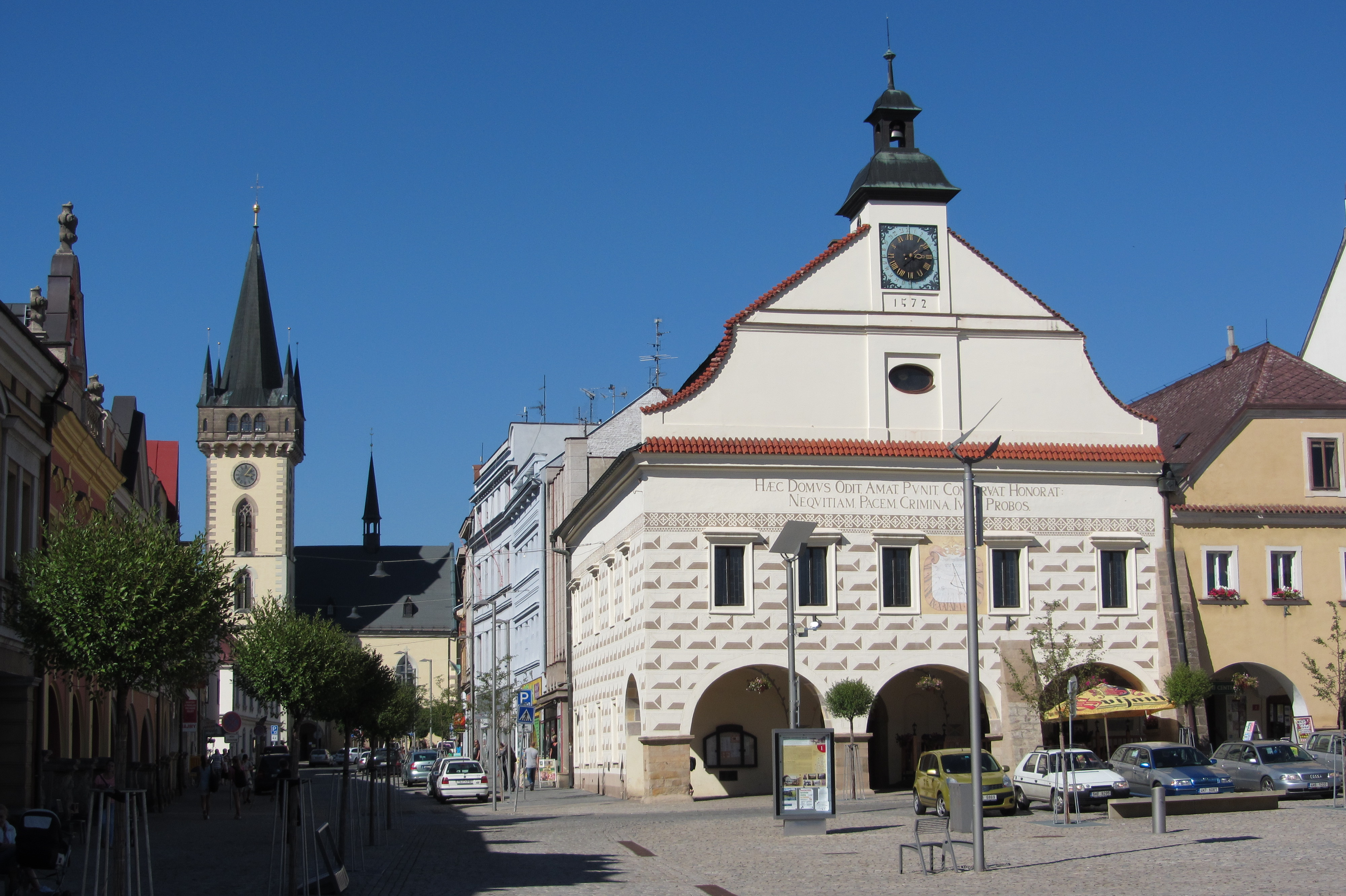
Kostel a radnice z náměstí T.G.M.

- Kostel Povýšení svatého Kříže v Riegrově ulici
- Kostel svatého Jana Křtitele na náměstí Republiky
- Městské opevnění
- Hankův dům
- Pomník a hroby Rudoarmějců a obětí fašizmu na městském hřbitově, náhrobek rodiny Kratochvílovy, hrobka rodiny Sochorovy
- (Socha svatého Matěje, prodána v roce 2010 do Josefova[10], umístěna v podloubí domu Restaurantu Hlavní stráž na Masarykově náměstí v Josefově).
- Mariánský sloup na náměstí T. G. Masaryka z roku 1753 se sochou Panny Marie a sochami svatých Floriána, Vavřince, Kosmy a Damiána na podstavci, doprovázený sochami sv. Františka Xaverského, Jana Nepomuckého, Norberta, Ignáce, Jakuba a Jana Křtitele v parteru, byl vytvořen sochařem Josefem Procházkou (z Chrudimi)
- Sousoší svatého Jana Nepomuckého (Svatojánské oratorium) na náměstí Republiky
- Smírčí kříž na lokalitě Harta, v lese u silnice směrem na Kocbeře
- Pomníky z války v roce 1866
- Pomník obětem Květnového povstání 1945 na nábřeží Jiřího Wolkera
- Pomník osvobození (1918) na náměstí Odboje
- Pomník padlým 1939–1943 na nádvoří závodu TIBA
- Pomník Václava Hanky v Schulzových sadech
- Pomník obětem Květnového povstání 1945 u školy 5. května
- Kašna se sochou Záboje na náměstí T. G. Masaryka
- Radnice na náměstí T. G. Masaryka
- Škola průmyslová textilní na nábřeží Jiřího Wolkera
- Pivovarská hospoda
- Dub ve Dvoře Králové, památný strom u MŠ v ulici Na Struze, jižně od centra města
- Královédvorské lípy, dvojice památných stromů v ulici Zlatníkova, na jihozápadním okraji města

### Zaniklé památky
- Synagoga ve Dvoře Králové nad Labem, postavena 1891 – zbořena 1966[11]

## Sport
- HC Dvůr Králové – hokejový klub
- 1. HK Dvůr Králové nad Labem – házenkářský klub

## Kultura
- Koná se zde festival Královédvorský advent.

### Muzea, galerie a kulturní centra
- Městské muzeum – Kohoutův dvůr – Sladkovského 530
- Galerie Zdeňka Buriana – Štefánikova 1029
- Old Racing Collection – Štefánikova 2427 Zrušeno, exponáty se vrátily zpět do soukromých sbírek.
- Městská knihovna Slavoj – Tylova 512
- Galerie minerálů – V Zahrádkách 3278[12]

## Rodáci
- Jan Zdeněk Bartoš (4. června 1908 – 1. června 1981, Praha) – český hudební skladatel
- Jan /Křtitel/ Václav Bergl (23. září 1719 –  15. ledna 1789, Vídeň) – barokní malíř
- Pankrác Ignác Borč (1. března 1791 – 3. ledna 1824, Kuks) – kněz, skutečný nálezce Rukopisu královédvorského
- Jindřich Dvorský z Helfenburka – Henricus Curius ab Helfenburg (2. března 1505 – 15. září 1582, Praha) – rektor Univerzity Karlovy
- Matěj (Matyáš) Dvorský z Hájku – Mathias Curius ab Hayek (1520 – 23. března 1583, Praha) – rektor Univerzity Karlovy
- Rudolf Antonín Dvorský (24. března 1899 –  2. srpna 1966, Praha) – zpěvák, kapelník, nakladatel
- Karl Freund (16. ledna 1890 – 3. května 1969, Santa Monica, Kalifornie, USA) – kameraman a režisér
- Otto Gutfreund (3. srpna 1889 – 2. června 1927, Praha) – přední kubistický sochař světového významu
- JUDr. Jiří Heger (19. února 1934 – 11. července 2020) – významný znalec Persie, fotograf, dlouholetý diplomat a bývalý velvyslanec v Íránu
- Aleš Jetmar (* 20. dubna 1974) – český softballový reprezentant, několikanásobný mistr Evropy a mistr republiky v softballu
- Josef Král (* 15. června 1990) – pilot formule GP2
- Martin Laul (* 29. října 1958) – hudebník, klávesista skupiny Turbo
- Ladislav Lubina (* 11. února 1967) – bývalý český hráč a současný trenér ledního hokeje
- Václav Netík (20. září 1910 – 20. července 1941) – pilot 311. československé bombardovací perutě RAF
- Jan Odl (17. září 1939 – 4. února 2004, Ostrava) – herec, zemřel na jevišti, většinu svého života působil v divadle Petra Bezruče v Ostravě.
- Miroslav Popov (* 14. června 1995) – motocyklový jezdec
- Josef Rakoncaj (* 6. dubna 1951) – horolezec a fotograf
- Otto Rutrle (5. března 1908 – 21. listopadu 1976, Ostrava) – teolog, religionista a vysokoškolský pedagog
- Martin Šonka (* 26. března 1978) – akrobatický letec, pilot prestižní světové série Red Bull Air Race, v roce 2017 obsadil celkově 2. místo
- Josef Šorm (2. března 1932 – 11. května 2022) – český volejbalový reprezentant a držitel stříbrné medaile z LOH v Tokiu 1964
- Karel Šulc (3. září 1872 – 31. července 1952 Brno) – český lékař (histolog a embryolog) a zoolog entomolog
- Antonín Pavel Wagner (3. července 1834 – 27. ledna 1895, Vídeň) – sochař
- Eugen Wiškovský (20. září 1888 – 15. ledna 1964, Praha) – pedagog, filolog a významný český fotograf 30. let

## Osobnosti
- Žofie Bavorská (1376–1428), římská a česká královna, první majitelka města
- Karel Josef Biener z Bienbergu (1731–1798), archeolog, autor Dějin Dvora Králové nad Labem
- Václav Hanka (1791–1861), knihovník Národního muzea, objevitel Rukopisu královédvorského. Narozen v Hořiněvsi
- Antonín Svojsík (1835–1880), otec zakladatele českého skautingu Antonína Benjamína Svojsíka. Narozen v Holicích, pohřben ve Dvoře Králové nad Labem.
- Tomáš Halík (1856–1944), pedagog, profesor a ředitel královédvorského gymnázia, autor Dějin Dvora Králové nad Labem. Narozen v Nových Dvorech (Kutná Hora), zemřel v Praze[13]
- Zita Bourbonsko-Parmská (1892–1989), česká královna a rakouská císařovna, patronka města do roku 1918
- Josef Vágner (1928–2000), zakladatel prvního českého safari, 1965–1983 ředitel zoo, pohřben ve Dvoře Králové nad Labem.
- Vít Havlíček (* 1984), varhaník, zakladatel festivalu Královédvorský advent, Hudební léto Kuks a dramaturg hudebních festivalů
- Stanislav Biman (* 1938) – publicista a historik specializující se na česko-německé vztahy
- Josef Tomáš (* 1934 Studenec) – atlet, běžec na dlouhých tratích, dvanáctinásobný mistr republiky, 17. místo na OH v Tokiu na 10 000m, dlouholetý člen atletického oddílu v DKnL
- Martin Šonka (* 26. března 1978, Dvůr Králové nad Labem) je český akrobatický a bývalý bojový pilot Vzdušných sil AČR.

## Zajímavosti
Radnice chtěla v roce 2008 začít se stavbou solárního parku s výkonem 3,8 megawattu za přibližně 400 milionů korun, který by se stal jednou z největších slunečních elektráren v České republice. V letech 2009 a 2010 však zastupitelé rozhodli, že takto velikou investici nepodpoří a pozemek pro tyto účely bude město pouze pronajímat.

## Partnerská města
- Kamienna Góra, Polsko
- Piegaro, Itálie
- Verneuil-en-Halatte, Francie